# Cascadie
La Cascadie (en anglais et espagnol Cascadia) est le nom proposé pour un État indépendant et souverain qui serait formé par l'union de la province canadienne de la Colombie-Britannique et des États américains de Washington et de l'Oregon (et parfois plus, suivant des limites écologiques, culturelles, politiques et économiques), après une éventuelle sécession de leur État et de leur gouvernement fédéral respectif d'Ottawa et de Washington D.C.. En incluant l'intégralité de la biorégion, la Cascadie s'étendrait de la côte de l'Alaska au nord à la Californie du Nord au sud et à l'intérieur des terres pour inclure des parties de l'Idaho, du Montana, du Nevada, de l'Utah, du Wyoming et du Yukon. Des défenseurs plus conservateurs proposent des frontières qui incluent les terres à l'ouest de la crête de la chaîne des Cascades et l'ouest de la Colombie-Britannique. 
L'idée de l'indépendance cascadienne est étroitement liée à un mouvement répondant aux principes du biorégionalisme et une grande motivation est écologique, notamment par des organisations cascadiennes telles que CascadiaNow!. Un fort sentiment d'éloignement des centres de pouvoir de la côte est y existe aussi. Les États de la côte ouest se situent sur la zone de subduction de Cascadia.

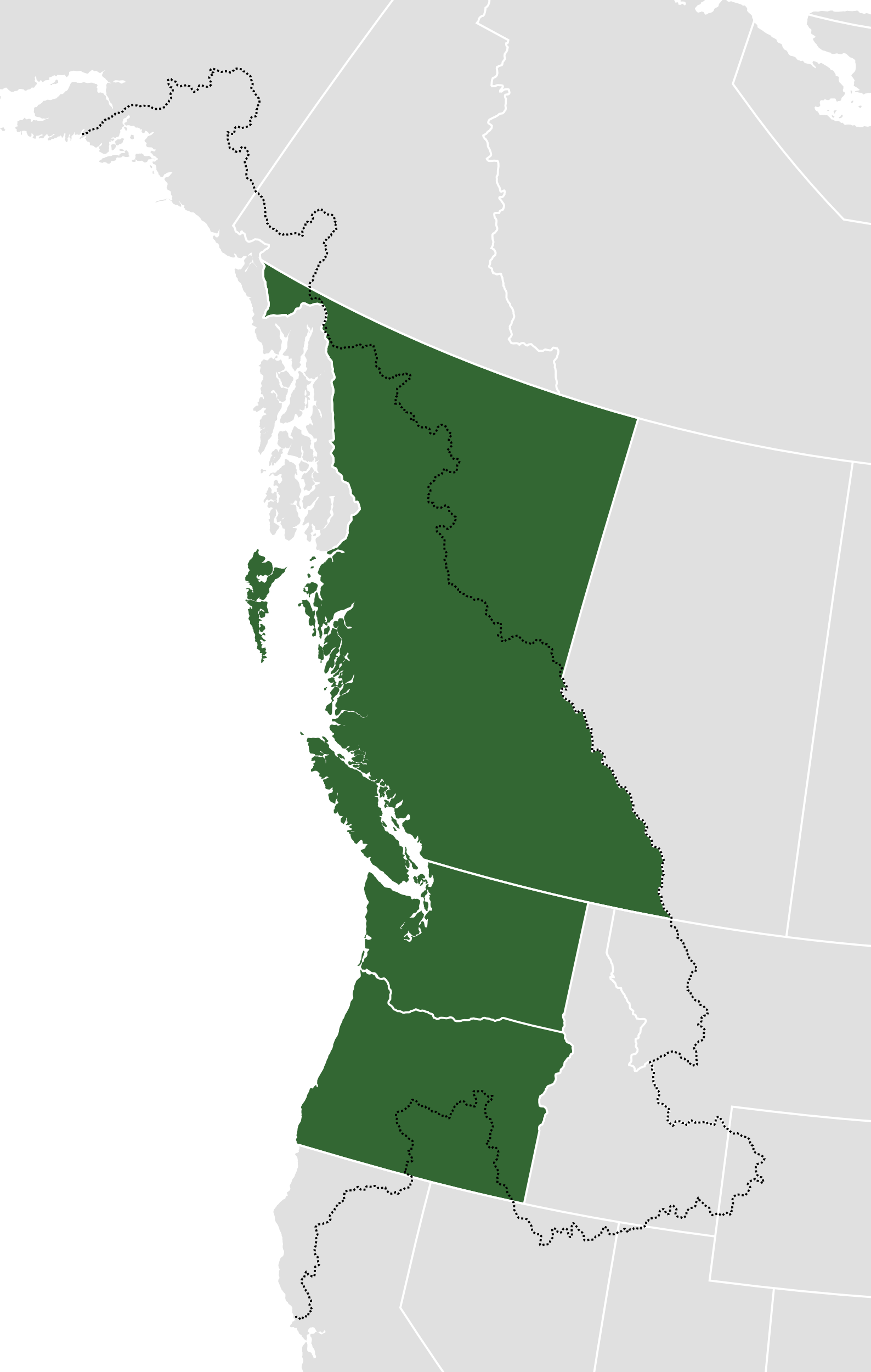
Limites de la biorégion par rapport aux entités territoriales politiques actuelles (Washington, Oregon et Colombie-Britannique).

Comparé aux statistiques actuelles de Washington, de l'Oregon et de la Colombie-Britannique, un éventuel État de Cascadie abriterait environ 16 millions de personnes. Il serait aussi le 20e plus grand pays du monde, avec une superficie de 534 572 milles carrés (1 384 588 km²), la plaçant derrière la Mongolie et devant le Pérou.
Après la victoire de Donald Trump à l'élection présidentielle de 2016, un mouvement #Calexit (Brexit décliné pour la Californie) prend forme, proposant aux trois États de la côte ouest, majoritairement démocrates, de s'indépendantiser de leurs voisins républicains.